# Garrey
Garrey é uma comuna francesa na região administrativa da Nova Aquitânia, no departamento Landes. Estende-se por uma área de 4,97 km². Em 2010 a comuna tinha 212 habitantes (densidade: 42,7 hab./km²).